# Rémi Bezançon
Pour les articles homonymes, voir Bezançon.
Rémi Bezançon, né le 25 mars 1971 à Paris, est un réalisateur et scénariste français.

## Biographie
Rémi Bezançon grandit à Paris. Il a notamment fréquenté le lycée Montaigne, dans le 6e arrondissement.
Il étudie à l'école supérieure de réalisation audiovisuelle (ESRA) à Paris et à l'école du Louvre.
En 2005 sort son premier long métrage, Ma vie en l'air,,. Il rencontre un succès critique et public en 2008 avec Le Premier Jour du reste de ta vie. Le film reçoit neuf nominations aux César.
En 2011, il réalise Un heureux événement, adapté du roman d'Éliette Abécassis, avec Louise Bourgoin, Pio Marmaï et Josiane Balasko. La musique du film, comme celle des films précédents, est de Sinclair.
L'année suivante sort son premier essai dans le film d'animation, le conte animalier pour enfants Zarafa, coréalisé avec Jean-Christophe Lie,.
À la fin de l'été 2015 sort Nos futurs, son cinquième film, qui marque son retour à son cinéma en images réelles, ainsi que sa troisième collaboration avec Pio Marmaï,,.
Pour son sixième film, le scénariste réalisateur s'extirpe ainsi totalement de son univers habituel. Avec Vanessa Portal, il adapte un roman de David Foenkinos. Le Mystère Henri Pick, sorti en mars 2019, repose sur le tandem Fabrice Luchini et Camille Cottin.
Son septième film Un coup de maître avec Vincent Macaigne et Bouli Lanners est sorti le 9 août 2023. Pour ce film Bouli Lanners est nommé aux Magritte 2024 en tant que meilleur acteur.

## Filmographie

### Comme réalisateur

#### Courts métrages
- 1997 : Little Italie
- 2001 : Vikings
- 2003 : Paraboles
- 2014 : Le sourire du pompier, pour promouvoir la sécurité routière
- 2014 : Je vous aime très fort, pour promouvoir la sécurité routière

#### Longs métrages
- 2005 : Ma vie en l'air
- 2008 : Le Premier Jour du reste de ta vie
- 2011 : Un heureux événement
- 2012 : Zarafa coréalisé avec Jean-Christophe Lie
- 2015 : Nos futurs
- 2019 : Le Mystère Henri Pick
- 2023 : Un coup de maître

### Comme scénariste
Rémi Bezançon est scénariste de tous les films qu'il a réalisés.
- 2000 : Les Brigands, de Jérôme Le Maire, coécrit avec Jérôme Le Maire d'après une nouvelle d'Auguste de Villiers de L'Isle-Adam
- 2004 : Vendues, de Jean-Claude Jean
- 2011 : Malicorne, une bande dessinée avec Jérôme Le Maire et Thimothée Montaigne
- 2015 : Premiers Crus, de Jérôme Le Maire (également dialoguiste)

## Distinctions
- Césars 2009 : nomination au César du meilleur scénario original pour Le Premier Jour du reste de ta vie
- Césars 2009 : nomination au César du meilleur réalisateur pour Le Premier Jour du reste de ta vie
- Césars 2009 : nomination au César du meilleur film pour Le Premier Jour du reste de ta vie
- Prix François-Victor-Noury 2009 de l’Institut de France sur propositions de l'Académie des beaux-arts